# باتیا میشانی
باتیا میشانی (به انگلیسی: Batia Mishani) یک بازیکن تنیس روی میز اهل اسرائیل بود. او بین سال‌های ۱۹۶۴ و ۱۹۶۸ برای تیم اسرائیل در بازی‌های پارالمپیک رقابت کرد و مجموعاً چهار مدال طلا، پنج نقره و سه برنز به دست آورد و پس از آن بازنشسته شد.